# Berezowa Bałka
Berezowa Bałka (ukr. Березова Балка) – wieś na Ukrainie, w obwodzie kirowohradzkim, w rejonie hołowaniwskim, w hromadzie Wilszanka. W 2001 liczyła 510 mieszkańców, spośród których 493 wskazało jako ojczysty język ukraiński, 14 rosyjski, a 3 mołdawski.